# Regnitz- und Unteres Wiesenttal
Regnitz- und Unteres Wiesenttal este o arie protejată (arie de protecție specială avifaunistică — SPA) din Germania întinsă pe o suprafață de 1.633,89 ha, integral pe uscat.

## Localizare
Centrul sitului Regnitz- und Unteres Wiesenttal este situat la coordonatele 49°38′59″N 11°01′02″E / 49.6497°N 11.0172°E.

## Înființare
Situl Regnitz- und Unteres Wiesenttal a fost declarat arie de protecție specială avifaunistică în septembrie 2006 pentru a proteja 24 de specii de animale.

## Biodiversitate
Situată în ecoregiunea continentală, aria protejată nu include niciun habitat protejat.
La baza desemnării sitului se află mai multe specii protejate de  păsări (24): pescăruș albastru (Alcedo atthis), fâsă de luncă (Anthus pratensis), rață-cu-cap-castaniu (Aythya ferina), barză albă (Ciconia ciconia ciconia), erete de stuf (Circus aeruginosus), prepeliță (Coturnix coturnix), cristeiul de câmp (Crex crex), becațină comună (Gallinago gallinago), capîntortură (Jynx torquilla), sfrâncioc roșiatic (Lanius collurio), privighetoare (Luscinia megarhynchos), gușă albastră (Luscinia svecica), codobatura galbenă (Motacilla flava), grangur (Oriolus oriolus), vultur pescar (Pandion haliaetus), viespar (Pernis apivorus), bătăuș (Philomachus pugnax), Podiceps cristatus cristatus, pițigoi-pungar (Remiz pendulinus), mărăcinar (Saxicola rubetra), silvie de câmp (Sylvia communis), corcodel mic (Tachybaptus ruficollis), fluierar de mlaștină (Tringa glareola), nagâț (Vanellus vanellus).